# Nadine Tinen
Nadine Tinen, née à Strasbourg en 1972,  est une fiscaliste camerounaise, directrice associée et chargée de l’Afrique francophone subsaharienne en décembre 2017 chez PwC

## Biographie

### Origines et Formations
Nadine Tinen nait en 1972 à Strasbourg. Elle quitte la France en 1973 pour rejoindre le Cameroun.
Elle est titulaire d'un DESS de droit fiscal, d'un magistère de droit des affaires, fiscalité et comptabilité et d'un diplôme international de droit fiscal européen.

### Parcours professionnel
Nadine Tinen totalise plus de vingt années d'expériences dans le domaine de la fiscalité et du conseil aux entreprises.
En 1996, elle intègre la filiale camerounaise de Pwc. Dix ans plus tard, en 2006, elle est nommée associée dans la même firme.
En 2010, elle devient la directrice de la firme camerounaise de Pwc et en 2014, elle prend la tête de PwC Afrique francophone,, subsaharienne en tant que Tax & Legal Leader, et responsable de l’activité de conseil juridique et fiscal.
Par ailleurs, Nadine Tinen est conseillère fiscale agréée CEMAC et également membre de l’Ordre national des conseillers fiscaux du Cameroun.

### Engagement civique
Nadine Tinen s'est toujours engagée pour la cause des femmes et pour elle, le plus important, c'est : « Favoriser l’excellence, quel que soit le genre ! ».